# Dalby lund
Dalby lund är ett naturreservat i Mörbylånga kommun i Kalmar län.
Området är naturskyddat sedan 1992 och är 24 hektar stort. Reservatet består av ädellövskog som ligger i anslutning till Stora Alvaret.